# Gilda (ca sĩ)
Miriam Alejandra Bianchi (sinh ngày 11 tháng 10 năm 1961 -  mất ngày 7 tháng 9 năm 1996), được biết đến nghệ danh trên sân khấu Gilda ([/ʃil.da/]; với người hâm mộ và các nhà báo Tây Ban Nha), là một ca sĩ và nhạc sĩ người Argentina.

## Tiểu sử

### Sự nghiệp
Nghệ danh trên sân khấu của cô được chọn để vinh danh nhân vật do Rita Hayworth thủ vai trong Gilda, bộ phim cùng tên. Gilda bắt đầu với âm nhạc khi tổ chức lễ hội tại một trường Công giáo. Sau khi gặp nhạc sĩ và đại lý Juan Carlos "Toti" Giménez, Gilda trở thành ca sĩ và gia nhập ban nhạc La Barra, sớm tham gia vào ban nhạc thứ hai Crema Americana. Năm 1993, Giménez đã gợi ý cô bắt đầu sự nghiệp solo, bắt đầu với bản thu âm De corazón a corazón ("Từ trái tim đến trái tim") sau khi đăng ký với nhãn hiệu Magenta. Năm sau, La única ("Người duy nhất") với bản hit Corazón herido ("Trái tim tan vỡ") và La puerta ("Cánh cửa") đã được phát hành.
Năm 1995, album Pasito a pasito ("Từng bước") được phát hành, bao gồm cả bản hit No me arrepiento de este amor ("Tôi không hối tiếc tình yêu này") và những bài hát nổi tiếng của cô.

### Qua đời
Vào ngày 7 tháng 9 năm 1996, Gilda qua đời trong một tai nạn khi  lưu diễn khắp đất nước để quảng bá cho album cuối cùng và thành công nhất của cô, Corazón valiente ("Trái tim dũng cảm"). Gilda cùng với mẹ cô, em gái, ba nhạc sĩ và một tài xế xe buýt đã tử vong khi một chiếc xe buýt đi qua đường cao tốc với 129 km/h và đâm vào chiếc xe buýt đang lưu diễn mà cô ở trong, trên Quốc lộ 12 ở tỉnh Entre Ríos, Argentina.

### Di sản
Ngay sau khi cô qua đời, Gilda được người hâm mộ tưởng nhớ, một số người còn gọi cô là thánh. Vào ngày sinh nhật của cô, người hâm mộ đã đến đền thờ gần nơi xảy ra tai nạn và để lại nến xanh, hoa, quà tặng và các lễ vật khác.
Tại thời điểm Gilda qua đời, cô đang thực hiện một album mới, nhưng chỉ thu âm được năm bài hát, bao gồm album hậu kỳ năm 1997 có tên No es mi despedida ("Không phải là lời chia tay của tôi"). Album bao gồm một trong những bài hát thành công nhất của cô: "Se me ha perdido un corazón", và hai bài hát trực tiếp. Một album demo chưa phát hành có tên "Las alas del alma" đã được phát hành vào năm 1999. Trong đó có những bài hát nổi tiếng nhất của cô là Fuiste ("You were"), No me arrepiento de este amor và No es mi despedida.
Một số bài hát của cô đã được chỉnh sửa lại sau khi cô qua đời, đáng chú ý nhất là phiên bản No me arrepiento de este amor của Attaque 77.

## Đĩa nhạc

### Album phòng thu
1. 1992 – De corazón a corazón – Disgal S.A.
2. 1993 – La única – Clan Music
3. 1994 – Pasito a pasito con... Gilda (CD) – Clan music
4. 1995 – Pasito a pasito con... Gilda (LP) – Santa Fe Records
5. 1995 – Corazón valiente (Gold and Double Platinum album in Argentina) – es:Leader Music
6. 1996 – Si hay alguien en tu vida – es:Magenta Discos
7. 1997 – Entre el cielo y la tierra (posthumous) – Leader Music

### Album khác
1. 1997 – 17 Grandes éxitos y remixes – Por siempre Gilda – Universal Music Group
2. 1997 – Un sueño hecho realidad – Magenta Discos
3. 1998 – Por siempre Gilda 2 – Grandes Exitos y Remixados – Universal Music Group
4. 1999 – Cuando canta el corazón – Universal Music Group
5. 1999 – Las alas del alma – Leader Music
6. 1999 – Un sueño hecho realidad 2 – Temas inéditos – Magenta Discos
7. 1999 – Gildance – Músicavisión
8. 1999 – El álbum de oro – Universal Music Group
9. 2000 – Desde el alma [Grandes éxitos] – Universal Music Group
10. 2004 – Colección furia tropical – Warner Bros. Records
11. 2005 – Colección de oro Vol 1 – Magenta Discos
12. 2005 – Colección de oro Vol 2 – Magenta Discos
13. 2006 – Megamix (24 Hits) – Leader Music
14. 2007 – La única – Leader Music
15. 2008 – La más grande – Magenta Discos
16. 2011 – Un amor verdadero (DVD) – Leader Music
17. 2011 – 20 grandes éxitos – Leader Music
18. 2011 – No me arrepiento de este amor – Leader Music
19. 2014 – Grandes éxitos – Magenta Discos

## Trong truyền thông
Vào năm 2012, tạp chí Grupo Editorial Planeta đã xuất bản Gilda, la abanderada de la bailanta (tiểu sử của cô), bởi nhà báo Alejandro Margulis.
Vào năm 2015, vở kịch Gilda đã được khánh thành tại Buenos Aires với Florencia Berthold trong vai chính và đạo diễn bởi Iván Espeche.
Tôi là Gilda, bộ phim tiểu sử về cuộc đời và sự nghiệp của cô đã được phát vào ngày 15 tháng 9 năm 2016, kỷ niệm 20 năm ngày mất, với Natalia Oreiro trong vai Gilda cũng như một số nhạc sĩ từ ban nhạc gốc của cô thủ vai khác.